# Phi Alpha Tau
Phi Alpha Tau (ΦΑΤ) es una organización fraternal de los Estados Unidos, que está relacionada con las diversas artes de la comunicación. Phi Alpha Tau, fue fundada en 1902 por Walter Bradley Tripp, en el Emerson College de Boston, en el estado de Massachusetts.

## Historia
La asociación, fue creada a partir de un club de debate que estaba dirigido por los propios estudiantes del Emerson College. El club quiso mantener su condición de organización dirigida por los propios estudiantes. 
Actualmente, los miembros de dicha sociedad, están dedicados al ámbito de la comunicación, incluyendo el cine, la comedia, la política, el teatro, el comercio de películas, la prensa, la escritura, la televisión y la radio. 

## Miembros ilustres
Entre sus miembros ilustres, cabe mencionar a Edward R. Murrow, el director de cine Elia Kazan, Frank Oz, William F. Buckley Jr., Robert B. Parker y el personaje de la radio David Brudnoy. Phi Alpha Tau, está dirigida por el presidente Michael Burditt Norton, la organización incluyó en sus filas, al alcalde de Boston Thomas Menino, el 28 de enero de 2007 y le entregó un premio de honor llamado premio Brudnoy.

## PremioJoseph E. Connor Memorial
La fraternidad también concede el premio Joseph E. Connor Memorial para premiar la excelencia en las artes de la comunicación, a los hombres distinguidos de la nación, que encarnan los ideales de la fraternidad y promueven las artes de la comunicación. El premio conmemorativo Connor, fue nombrado así en honor a un amado hermano, miembro de la fraternidad, que falleció en 1952.
Además de Murrow, Kazan, Frost, y Parker, otros ilustres personajes premiados, han sido los actores Yul Brynner y Jack Lemmon, el personaje de la televisión Bob Keeshan, y el tenor irlandés John McCormack, junto a muchos otros. 
En diciembre de 2007, Phi Alpha Tau premió a Keith Lockhart, el director de la Boston Pops, el director de orquesta, recibió el premio, juntamente con los compositores Arthur Fiedler y John Williams. El 26 de mayo de 2010, el ganador del premio fue el fotoperiodista David Burnett.